# Barkowo, Tỉnh West Pomeranian
Barkowo [barˈkɔvɔ] (tiếng Đức: Barckow) là một khu định cư ở khu hành chính của Gmina Gryfice, thuộc Hạt Gryfice, West Pomeranian Voivodeship, ở phía tây bắc Ba Lan. Nó nằm khoảng 9 kilômét (6 mi) phía nam Gryfice và 65 km (40 mi) về phía đông bắc của thủ đô khu vực Szczecin.